# Sharon Gless
Sharon Gless (Los Angeles, 31 mei 1943) is een Amerikaanse actrice. Gless is vooral bekend geworden door haar rol van Christine Cagney in de politieserie Cagney and Lacey, met Tyne Daly als Mary Beth Lacey.

## TV
Dit overzicht is mogelijk incompleet; u kunt helpen door het uit te breiden.
- Centennial (1979)
- Cagney and Lacey (1983/1988) (In 1982 werd de rol van Cagney door een andere actrice gespeeld).
- Queer as Folk (2000-2005).
- Burn Notice (2007-2013).

## Film
Dit overzicht is mogelijk incompleet; u kunt helpen door het uit te breiden.
- The Girl Next Door (1998)
- Cagney and Lacey True Convictions (1995)
- Cagney and Lacey The View Through the Glass Ceiling (1995)
- Cagney and Lacey Together Again (1995)
- Cagney and Lacey The Return (1994)
- Seperated by murder (1994)